# Відбір (роман)
«Відбі́р» (англ. The Selection, правильно «Обрання́») — це антиутопічний роман Кіри Касс. Книгу вперше опублікувало 24 квітня 2012 року видавництв Harperteen. У 2013 році вийшло продовження трилогії під назвою «Еліта», а також книга «Принц» — роман, в якій про ті ж події розповідається від імені принца Максона. Касс заявила, що вона почала писати Відбір, коли подумала про відмінності між Попелюшкою і Есфір. Також вона зазначила, що цю книгу вона написала від початку до кінця, тоді як процес написання інших книг відрізнявся.

## Анотація
Історія про Америку Сінгер, дівчинку-підлітка, яка обрана для участі в конкурсі «Відбір», щоб бути вибраною майбутньою королевою країни під назвою Іллея і нареченою прекрасного принца Максона. Попри чарівність, багатство і владу, Америка не в захваті, що її вибирають, тим більше, що вона ховає заборонене кохання до хлопчика Аспен з нижчої касти, який переконав її взяти участь у конкурсі. Далі всі події відбуваються у палаці. Максон вибирає собі наречену.

## Книги

### Основна серія
- "Відбір" (26 Березня 2012 і 24 Квітня 2012)
- "Еліта" (23 Квітня 2013)
- "Єдина" (6 Травня 2014)
- "Спадкоємниця" (5 Травня 2015)
- "Корона" (3 травня 2016)

### Приквели та сиквели
- "Принц" (5 Березня 2013 і 4 Лютого 2014)
- "Вартовий" (4 Лютого 2014)
- "Королева" (2 Грудня 2014)
- "Улюблениця" (3 Березня 2015)

### Збірки
- "Історії Відбору: Принц і Вартовий" (4 Лютого 2014). Має попередній перегляд "Єдина"
- "Історії Відбору: Королева і улюблениця" (3 Березня 2015)

## Персонажі
— Еліта
     — Фінал
| Учасниці Відбору: \| № \| Ім'я учасниці \| Провінція \| Каста \| Примітки \| \| -- \| ---------------- \| ------------- \| -------- \| --------------------------------------------- \| \| 1 \| Марлі Темс \| Кент \| Четвірка \| \| \| 2 \| Еліна Столс \| Хенспорт \| Трійка \| Дуже маленька дівчинка з порцеляновою шкірою. \| \| 3 \| Т'юзді Кіппер \| Вейверлі \| Четвірка \| \| \| 4 \| Олівія Віттс \| Зуні \| Трійка \| \| \| 5 \| Фіона Кестлі \| Палома \| Трійка \| Брюнетка з тліючих очима. \| \| 6 \| Селеста Ньюсом \| Клермонт \| Двійка \| \| \| 7 \| Еміка Брасс \| Тамінс \| Четвірка \| \| \| 8 \| Саманта Лоуелл \| Сонейдж \| Трійка \| \| \| 9 \| Тіні Лі \| Дакота \| Трійка \| \| \| 10 \| Крісс Емберс \| Колумбія \| Трійка \| \| \| 11 \| Бріель Пратт \| Сота \| Двійка \| \| \| 12 \| Ешлі Брулетт \| Елленс \| Трійка \| \| \| 13 \| Дженнел Стентон \| Лайклі \| Трійка \| \| \| 14 \| Емі Еверхарт \| Етлін \| Трійка \| \| \| 15 \| Телулла Белл \| Хадсон \| Двійка \| \| \| 16 \| Анна Фермер \| Гондурага \| Четвірка \| \| \| 17 \| Кейлі Пулен \| Самнер \| Трійка \| \| \| 18 \| Емілі Арнольд \| Лабрадор \| Трійка \| \| \| 19 \| Елізабет О'Браєн \| Фенлі \| Трійка \| \| \| 20 \| Наталі Лука \| Бенкстон \| Четвірка \| \| \| 21 \| Лісса Лук \| Вайтис \| П'ятірка \| \| \| 22 \| Ханна Карвер \| Боніта \| П'ятірка \| \| \| 23 \| Еліза Віскс \| Анжелес \| Четвірка \| \| \| 24 \| Дженна Бенкс \| Мідстон \| Трійка \| \| \| 25 \| Кларісса Келлі \| Белкорт \| Двійка \| \| \| 26 \| С.С. Лендс \| Святий Джордж \| Четвірка \| \| \| 27 \| Лейла Тойл \| Панама \| Четвірка \| \| \| 28 \| Релі Таннер \| Денбей \| Четвірка \| \| \| 29 \| Мікаелла Ковені \| Кальгарі \| Трійка \| \| \| 30 \| Каміль Астор \| Баффін \| Двійка \| \| \| 31 \| Мія Блу \| Оттаро \| Трійка \| \| \| 32 \| Зое Педдлер \| Лейкдон \| Четвірка \| \| \| 33 \| Соссі Кіппер \| Юкон \| Четвірка \| \| \| 34 \| Лі Сакс \| Домініка \| Трійка \| \| \| 35 \| Амеріка Сінгер \| Кароліна \| П'ятірка \| \| | Королівська Сім'я: - Максон Шрів - Король Кларксон - Королева Емберлі Інші: - Аспен - бідний хлопець, у якого закохана Америка. |               |          |                                               |
| № | Ім'я учасниці | Провінція     | Каста    | Примітки                                      |
| 1 | Марлі Темс | Кент          | Четвірка |                                               |
| 2 | Еліна Столс | Хенспорт      | Трійка   | Дуже маленька дівчинка з порцеляновою шкірою. |
| 3 | Т'юзді Кіппер | Вейверлі      | Четвірка |                                               |
| 4 | Олівія Віттс | Зуні          | Трійка   |                                               |
| 5 | Фіона Кестлі | Палома        | Трійка   | Брюнетка з тліючих очима.                     |
| 6 | Селеста Ньюсом | Клермонт      | Двійка   |                                               |
| 7 | Еміка Брасс | Тамінс        | Четвірка |                                               |
| 8 | Саманта Лоуелл | Сонейдж       | Трійка   |                                               |
| 9 | Тіні Лі | Дакота        | Трійка   |                                               |
| 10 | Крісс Емберс | Колумбія      | Трійка   |                                               |
| 11 | Бріель Пратт | Сота          | Двійка   |                                               |
| 12 | Ешлі Брулетт | Елленс        | Трійка   |                                               |
| 13 | Дженнел Стентон | Лайклі        | Трійка   |                                               |
| 14 | Емі Еверхарт | Етлін         | Трійка   |                                               |
| 15 | Телулла Белл | Хадсон        | Двійка   |                                               |
| 16 | Анна Фермер | Гондурага     | Четвірка |                                               |
| 17 | Кейлі Пулен | Самнер        | Трійка   |                                               |
| 18 | Емілі Арнольд | Лабрадор      | Трійка   |                                               |
| 19 | Елізабет О'Браєн | Фенлі         | Трійка   |                                               |
| 20 | Наталі Лука | Бенкстон      | Четвірка |                                               |
| 21 | Лісса Лук | Вайтис        | П'ятірка |                                               |
| 22 | Ханна Карвер | Боніта        | П'ятірка |                                               |
| 23 | Еліза Віскс | Анжелес       | Четвірка |                                               |
| 24 | Дженна Бенкс | Мідстон       | Трійка   |                                               |
| 25 | Кларісса Келлі | Белкорт       | Двійка   |                                               |
| 26 | С.С. Лендс | Святий Джордж | Четвірка |                                               |
| 27 | Лейла Тойл | Панама        | Четвірка |                                               |
| 28 | Релі Таннер | Денбей        | Четвірка |                                               |
| 29 | Мікаелла Ковені | Кальгарі      | Трійка   |                                               |
| 30 | Каміль Астор | Баффін        | Двійка   |                                               |
| 31 | Мія Блу | Оттаро        | Трійка   |                                               |
| 32 | Зое Педдлер | Лейкдон       | Четвірка |                                               |
| 33 | Соссі Кіппер | Юкон          | Четвірка |                                               |
| 34 | Лі Сакс | Домініка      | Трійка   |                                               |
| 35 | Амеріка Сінгер | Кароліна      | П'ятірка |                                               |

## Касти
- Перша — королівство, духовенство
- Друга — всі знаменитості, зірки на кшталт MTV, професійні спортсмени, актори, моделі, політики, а також поліція, військові, пожежники
- Третя — педагоги, філософи, винахідники, письменники, вчені, лікарі, ветеринари, архітектори, бібліотекарі, інженери, психологи, режисери, продюсери музики, юристи
- Четверта — власник ферм, ювеліри, агенти з нерухомості, страхові брокери, шеф-кухарі, менеджерів проектів для будівництва, власники нерухомості/Бізнес, як ресторани, магазини, і готелі.
- П'ята — класично навчені музиканти і співаки, всі художники, живі театральні актори, танцюристи, циркачі будь-якого роду.
- Шоста — секретарі, обслуговчий персонал, домробітниці, швачки, комірники, кухарі, водії.
- Сімки — садівники, будівельні робітники, батраки, водостічні або басейні очищувачі, майже всі працівники на свіжому повітрі.
- Вісімки — розумово чи фізично відсталі (особливо, якщо немає нікого, щоб піклуватися про них), наркомани, втікачі, бездомні.

## Відгуки
Publishers Weekly дав позитивний відгук на книгу, хвалячи характер Америки. School Library Journal, MTV, і Booklist всі дали позитивні відгуки. AV Club дав в основному позитивний відгук, зазначивши, що він є чимось на зразок книги Голодні ігри.

## Екранізації
У 2012 році Касс оголосила, що The CW придбала права на її серію з наміром перетворити його на телевізійний серіал. У серіалі мала б знятися Еймі Тігарден в ролі співачки Америки, але пілот не обрали для знімання серіалу на осінній телевізійний сезон 2012 року. Другий пілот замовили для CW у 2013 році з Яель Гробглас у ролі того самого персонажа, але його також не обрали.